# Републикански път III-608
Републикански път IIІ-608 е третокласен път, част от Републиканската пътна мрежа на България, преминаващ изцяло по територията на област Стара Загора. Дължината му е 63,7 км.
Пътят се отклонява надясно при 321,5 км на Републикански път I-6 в южната част на град Казанлък и се насочва на юг през Казанлъшката котловина. Пресича река Тунджа, минава през село Бузовград и достига до село Средногорово, където асфалтовото покритие свършва. От там, на протежение от 17,6 км пътят представлява горски (полски) път, пресича централната част на Сърнена Средна гора и достига до село Пъстрово. Оттук нататък пътят е отново с асфалтово покритие, преминава през селата Сърневец и Съединение, след което пресича най-високата част на Чирпанските възвишения и в този си участък до село Средно градище той е с макадамова настилка. След село Средно градище преминава през село Спасово и центъра на град Чирпан и в южната част на града се съединява с Републикански път II-66 при неговия 104,5 км.
| Пътища, отклоняващи се надясно (населено място, № на пътя, посока на пътя) | Км   | Пътища, отклоняващи се наляво (посока на пътя, № на пътя, населено място) |
| -------------------------------------------------------------------------- | ---- | ------------------------------------------------------------------------- |
| община Казанлък, I-6, 321,5 км, гр. Казанлък →                             | 0,0  | → гр. Казанлък, 321,5 км, I-6, община Казанлък                            |
| (за с. Горно Черковище) общински път, с. Бузовград ←                       | 3,7  | → с. Бузовград, общински път (за с. Розово)                               |
| с. Средногорово                                                            | 11,6 | с. Средногорово                                                           |
| община Стара Загора                                                        | 21,3 | община Стара Загора                                                       |
| с. Пъстрово                                                                | 29,2 | с. Пъстрово                                                               |
|                                                                            | 30,1 | ← 31,8 км, IIІ-6602 (от с. Богомилово)                                    |
| община Братя Даскалови                                                     | 31,8 | община Братя Даскалови                                                    |
| с. Сърневец                                                                | 32,7 | с. Сърневец                                                               |
| (за с. Найденово) общински път, с. Съединение ←                            | 39,2 | с. Съединение                                                             |
| Община Чирпан                                                              | 45,3 | Община Чирпан                                                             |
| с. Средно градище                                                          | 48,1 | с. Средно градище                                                         |
|                                                                            | 50,7 | → общински път (за с. Изворово)                                           |
| с. Спасово                                                                 | 54,3 | → с. Спасово, общински път (за с. Рупките)                                |
| гр. Чирпан                                                                 | 62,4 | гр. Чирпан                                                                |
| (до с. Поповица) II-66, 104,5 км, гр. Чирпан ←                             | 63,7 | ← гр. Чирпан, 104,5 км, II-66 (от 400,7 км на I-6)                        |